# Castellón-Costa Azahar Airport

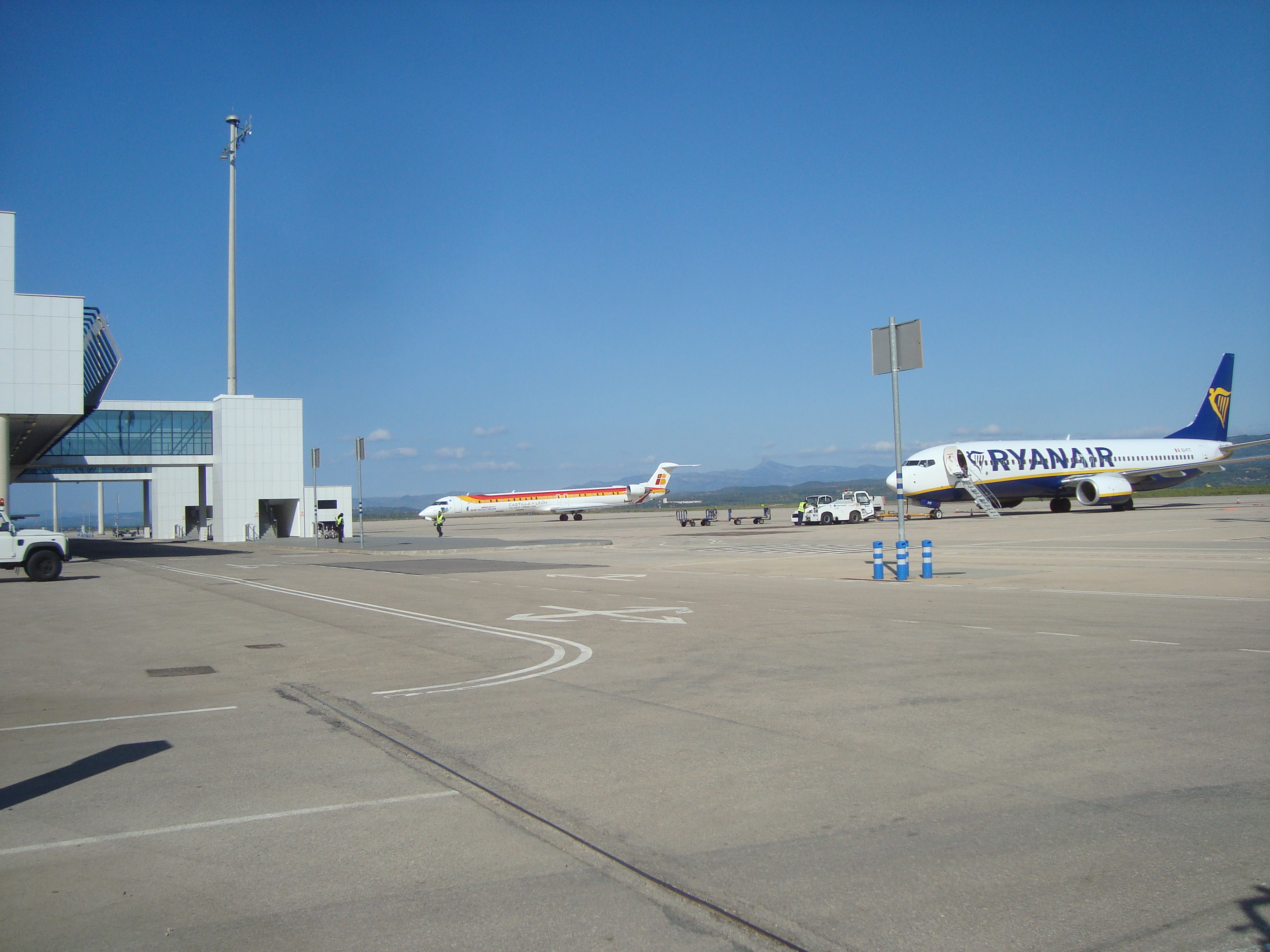
Aeropuerto de Castellón-Costa Azahar (España)

Castellón-Costa Azahar Airport är en flygplats i Spanien.   Den ligger i provinsen Província de Castelló och regionen Valencia, i den östra delen av landet, 300 km öster om huvudstaden Madrid. Castellón-Costa Azahar Airport ligger 328 meter över havet.
Terrängen runt Castellón-Costa Azahar Airport är kuperad åt nordost, men åt sydväst är den platt.Runt Castellón-Costa Azahar Airport är det ganska glesbefolkat, med 23 invånare per kvadratkilometer. Närmaste större samhälle är Benicàssim, 17,7 km söder om Castellón-Costa Azahar Airport. 

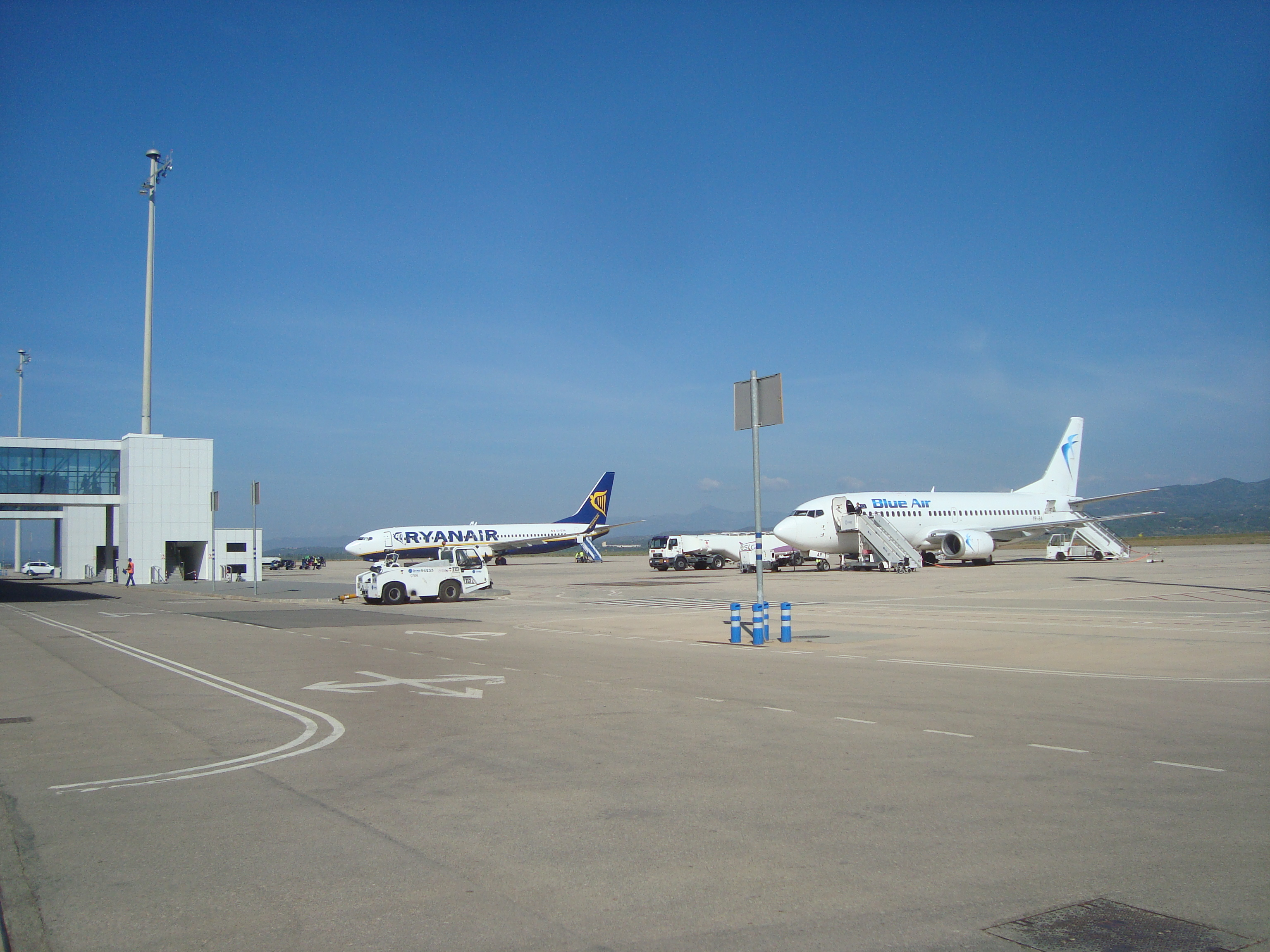
Aeropuerto de Castellón-Costa Azahar, aeronaves de Ryanair y Blue Air

## Källor

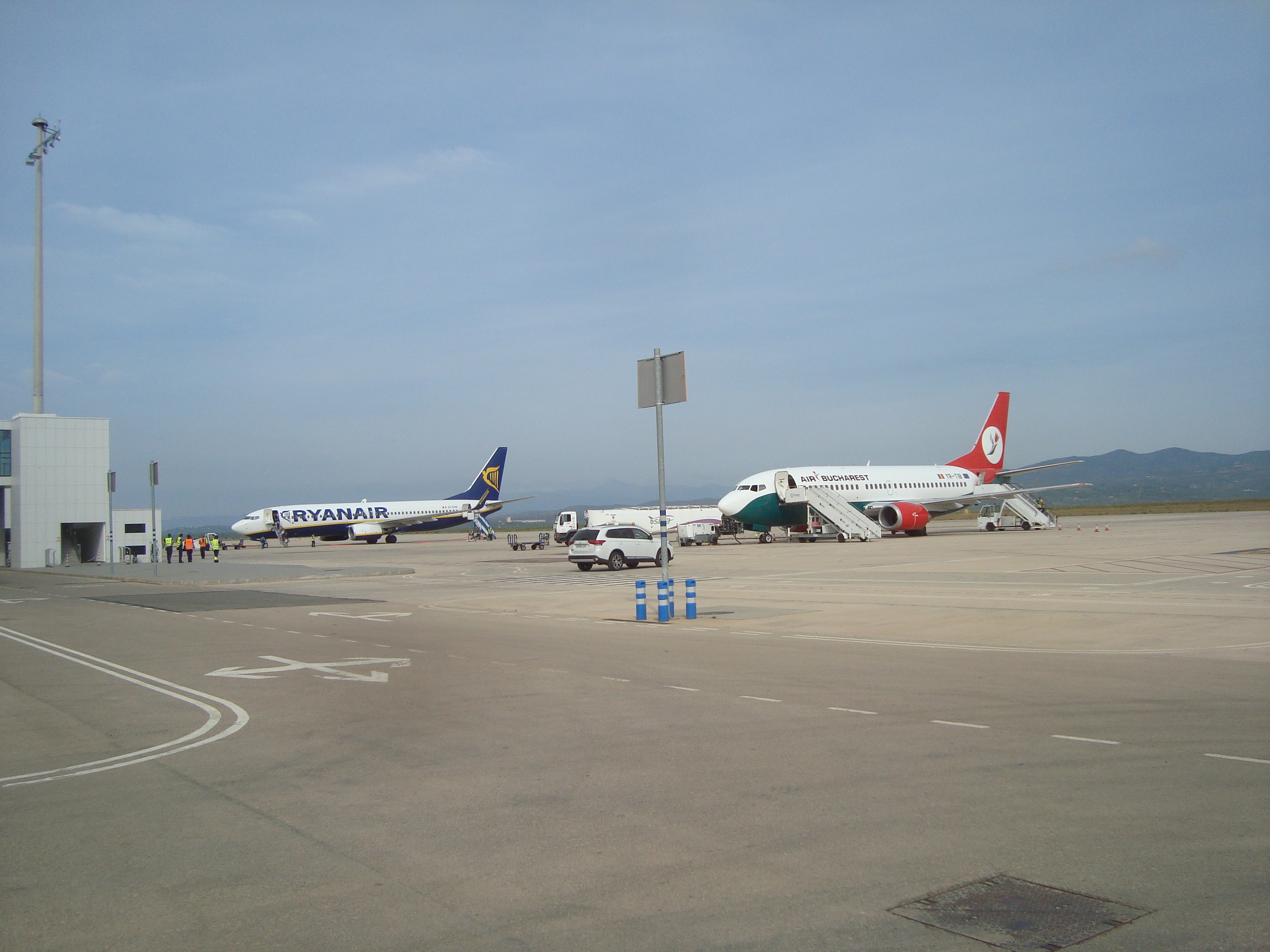
Aeropuerto de Castellón-Costa Azahar, aeronaves de Ryanair y Air Bucharest